# Lenny Zakatek

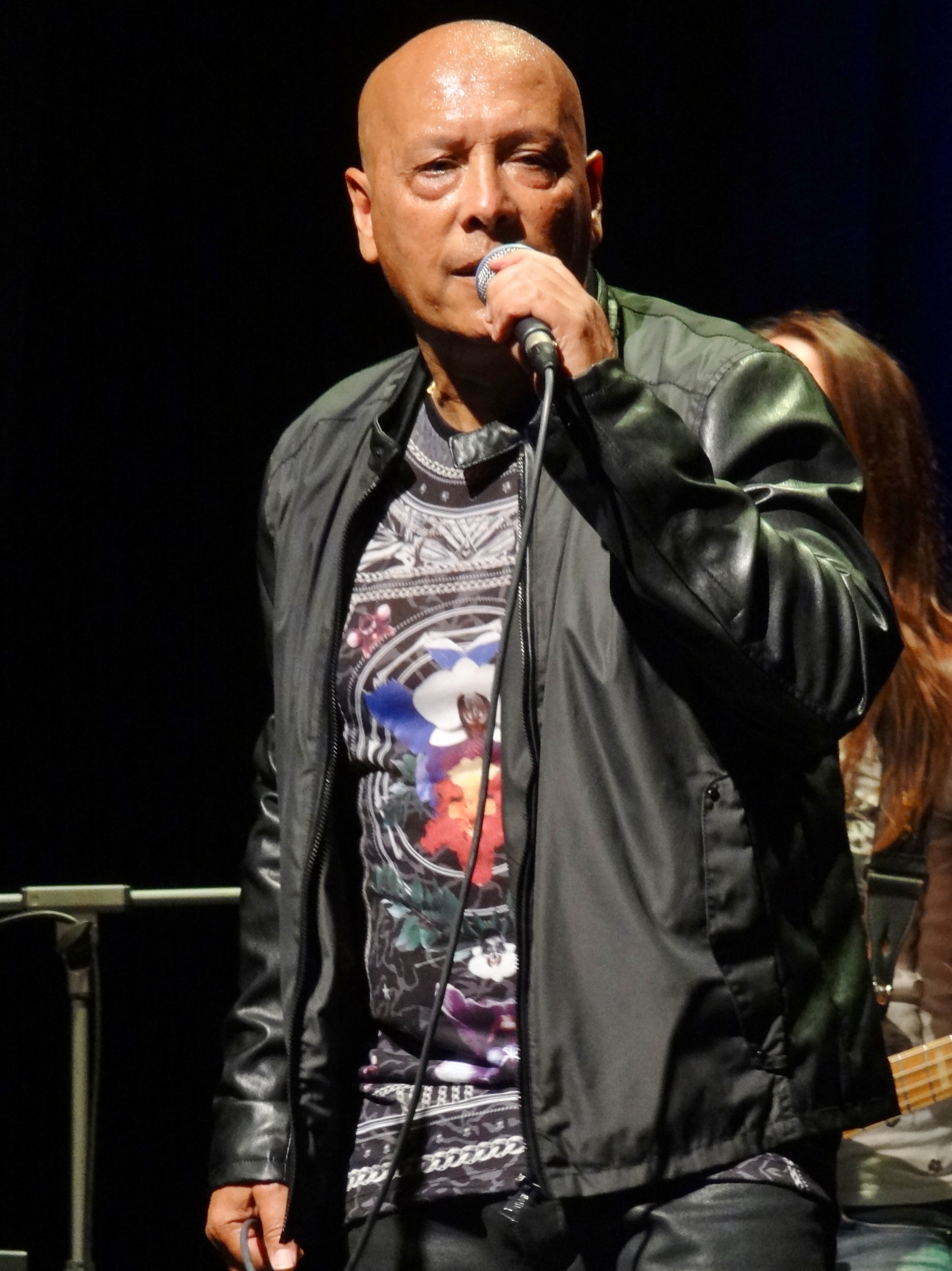
Lenny Zakatek im Teatre Municipal d’Artà (2014)

Lenny Zakatek (* 29. Juli 1947 in Karatschi, Britisch-Indien), geboren als Lenny du Platel, ist ein britischer Musiker, Komponist und Promoter. Er lebt in London und zeitweise bei Artà auf Mallorca.

## Leben
Geboren in der seit August 1947 pakistanischen Stadt Karatschi ging Lenny Zakatek im Alter von 13 Jahren mit seiner Familie nach England. Dort begann er sich mit Musik zu beschäftigen und war mit 17 Jahren als Sänger und Rhythmusgitarrist Mitglied der Band Funky Fever. Anfang der 1970er Jahre spielte und sang Zakatek in der Band Gonzalez, mit der er die Alben Our Only Weapon Is Our Music (1975) und I Haven’t Stopped Dancing Yet (1978/79) veröffentlichte.
Im Jahr 1977 begann Zakateks Mitarbeit bei The Alan Parsons Project; auf dem Album I Robot sang er den Song I Wouldn’t Want to Be Like You. Es folgten Beiträge auf den Alben Pyramid (1978; One More River), Eve (1979; You Lie Down with Dogs, Damned If I Do), The Turn of a Friendly Card (1980; Games People Play, I Don’t Wanna Go Home), Eye in the Sky (1982; You’re Gonna Get Your Fingers Burned, Step by Step) und Ammonia Avenue (1984; Let Me Go Home, You Don’t Believe). Anfang der 1990er Jahre sang Zakatek bei den ersten Live-Konzerten von The Alan Parsons Project.
Das 1979 erschienene erste Soloalbum von Lenny Zakatek wurde von Alan Parsons produziert. Erst zehn Jahre später erschien sein zweites Album Small But Hard. 2014 kündigte Zakatek ein neues Album an, das im Blues- und Soul-Bereich angesiedelt ist. 2016 erschien Zakateks drittes Soloalbum Love Letters.

## Diskografie

### Alben
- 1979: Lenny Zakatek
- 1989: Small But Hard
- 2016: Love Letters

### Singles & EPs
- 1979: Do It Right / Viens
- 1982: Say I Love You